# 1905 no jornalismo
Nesta página encontrará referências aos acontecimentos directamente relacionados com o jornalismo ocorridos durante o ano de 1905.

## Nascimentos
| Data          | Nome          | Profissão                      | Nacionalidade | Observações | Ref |
| ------------- | ------------- | ------------------------------ | ------------- | ----------- | --- |
| 29 de outubro | Adalgisa Nery | poetisa, jornalista e política | Brasil        | m. 1980     |     |

## Mortes
| Data           | Nome                | Profissão                                                                                    | Nacionalidade                              | Observações | Ref |
| -------------- | ------------------- | -------------------------------------------------------------------------------------------- | ------------------------------------------ | ----------- | --- |
| 19 de outubro  | Mariano de Carvalho | professor e vogal do Conselho Superior de Instrução Pública, jornalista, político e tradutor | Reino Unido de Portugal, Brasil e Algarves | n. 1836     |     |
| 27 de dezembro | Pedro Rabelo        | jornalista, contista e poeta. Membro da ABL                                                  | Brasil                                     | n. 1868     |     |